# EBS-Kraftwerk Weener
Das EBS-Kraftwerk Weener  in Ostfriesland gehört zur Papierfabrik Weener der Klingele Paper & Packaging Group. Das Kraftwerk ist auch bekannt unter dem Namen Dampfzentrale Weener oder  Ersatzbrennstoffkraftwerk, kurz EBS–Kraftwerk.
Das Heizkraftwerk versorgt die Papierfabrik Weener der Klingele Paper & Packaging Group mit Wärme für die Trocknung des Papiers und teilweise mit Strom. Es ist ein Kooperationsprojekt der Klingele Paper & Packaging Group (Papierfabrik Weener) und dem Energiedienstleister N.prior energy.
Das Kraftwerk wird mit Ersatzbrennstoffen (EBS) betrieben, die wiederum teilweise aus Reststoffen der angeschlossenen Papierherstellung stammen. Durch die Erzeugung von Strom und Wärme vor Ort in Weener ersetzt das EBS-Kraftwerk nach Angaben des Betreibers rund 32 Millionen m3 Erdgas und spart 55.000 Tonnen fossile CO2-Emissionen pro Jahr ein.

## Technischer Anlagenaufbau
Das EBS-Kraftwerk Weener erzeugt Dampf und elektrische Energie durch thermische Verwertung von Ersatzbrennstoffen zur Versorgung der Papierfabrik der Klingele Papierwerke. Es werden jährlich etwa 150.000 Tonnen Ersatzbrennstoffe zur Energieerzeugung eingesetzt.

### Anlieferung und Lagerung
Die per LKW angelieferten Brennstoffe stammen im Wesentlichen von Lieferanten aus der Region und werden in einem Bunker umgeschlagen. Um die unterschiedlichen Heizwerte der Brennstoffe auszugleichen, werden sie im Bunker so gemischt, dass für die Verbrennung ein homogener Brennstoffstrom entsteht. Die erforderliche Bevorratung der Betriebsmittel erfolgt ausschließlich in geeigneten Silos mit Staubabscheidung.

### Verbrennung und Energiegewinnung
Dem Kessel werden die Brennstoffe über einen Aufgabetrichter mit einem wassergekühlten Schacht zugeführt, an dessen unterem Ende sich der Aufgabeschieber befindet, der das Material auf den Feuerungsrost befördert. In den Seitenwänden des Schachtes befinden sich Füllstandsmesseinheiten, um die Brennstoffaufgabe zu optimieren. Zusätzlich hat das Bedienpersonal die Möglichkeit, den Füllstand über eine Kamera zu kontrollieren.
Die im Kessel durch thermische Verwertung der Brennstoffe erzeugte Dampfenergie wird über eine ca. 1,8 km lange unterirdisch verlegte Stahlmantelrohrleitung zur Papierfabrik geliefert. Das Stahlmantelrohr bietet für den unterirdischen Transport von Dampf auch bei schwierigen Bodenverhältnissen eine hohe Betriebssicherheit. Mit dem Vakuum im Ringraum wird die Dichtigkeit des Systems permanent überwacht und die Wärmeverluste werden um ca. 30 % gesenkt. In der Papierfabrik wird der Dampf mit ca. 320 °C und 27 bar vorrangig über eine Gegendruckturbine in elektrische Energie umgewandelt. Der Abdampf der Turbine mit ca. 8,5 bar wird vollständig in der Produktion der Papierfabrik eingesetzt. Kurzzeitige Lastschwankungen in der Papierfabrik, die mit Änderungen des Dampfbedarfs einhergehen, werden mit Hilfe eines Dampfspeichers ausgeglichen. Bei einem kompletten Ausfall der Papierfabrik und für die zu erwartenden Lastschwankungen des Dampfbezugs stehen zwei Kondensationsturbinen im Kraftwerk zur Verfügung. Der kondensierte Dampf wird in den Wasser-Dampf-Kreislauf der Dampfzentrale zurückgeführt.

### Umweltschutz
- Reduzierung der Stickoxide (NOx) durch eine SNCR-Anlage (Selective Non-Catalytic Reduction)
- Gewährleistung der Einhaltung der 17. BImSchV durch eine Rauchgasreinigungsanlage
- Permanente Emissionsüberwachung durch TÜV-geprüfte, kalibriert und abgenommene Messeinrichtung im Abgaskamin

### Technische Daten
Brennstoff
- Regelbrennstoff: 	Ersatzbrennstoffe (EBS)
- Brennstoffmenge:	ca. 150.000 t/a, 22 t/h
- Dichte:		ca. 0,25 t/m3
- Heizwert:		ca. 14.000 kJ/kg (im Mittel)

Gesamtanlage
- Thermisch:	ca. 70 MW
- Dampfabgabe:	ca. 45 t/h (im Mittel)
- Stromerzeugung:	ca. 7,5 MW
- Stromeigenbedarf:	ca. 1,2 MW
- Nettostromabgabe: 	ca. 6,3 MW